# Paralisia de Klumpke
A Paralisia de Klumpke é uma doença caracterizada por ser uma variedade parcial de palsy das raízes inferiores do plexo braquial. O plexo braquial é uma rede de nervos espinhais que se origina na parte de trás do pescoço, estende-se através da axila (axila) e dá origem a nervos do membro superior. A doença recebe esse nome em referência Augusta Déjerine-Klumpke.
A Paralisia de Klumpke é uma lesão do sétimo e oitavo nervos cervicais (C7 e C8) e do primeiro torácico (T1). Quando lesados, esses nervos (integrantes do plexo braquial), provocam paralisia dos músculos flexores longos e da mão, podendo haver perda sensitiva na região ulnar do antebraço e mão.